# 薩維奧洛沃站 (謝爾普霍夫-季米里亞澤夫線)
薩維奧洛沃站（羅馬化：Savyolovskaya）是莫斯科地鐵謝爾普霍夫－季米里亞澤夫線的一個車站，開通於1988年12月31日。在1991年之前，薩維奧洛沃站是謝爾普霍夫－季米里亞澤夫線最北端的車站。薩維奧洛沃站的深度達地下52米。

## 外部連結
- metro.ru （页面存档备份，存于）
- KartaMetro.info — Station location and exits on Moscow map (English/Russian)